# Droga wojewódzka nr 816
Droga wojewódzka nr 816 (DW816), zwana również „Nadbużanką” – droga wojewódzka klasy G łącząca przejścia graniczne w Terespolu, Sławatyczach, Berdyszczach i Zosinie. Jej długość wynosi 164 km. Zlokalizowana jest we wschodniej części województwa lubelskiego; biegnie z północy na południe wzdłuż granicy polsko-białoruskiej i polsko-ukraińskiej, a także równolegle do rzeki Bug.

## Historia numeracji
Na przestrzeni lat trasa posiadała różne oznaczenia i kategorie:

| Lista źródeł |
| --- |
| - Atlas samochodowy Polski. Warszawa: Państwowe Przedsiębiorstwo Wydawnictw Kartograficznych, 1958, s. 85, 109, 137. - Mapa samochodowa Polski 1:1 000 , Warszawa: Państwowe Przedsiębiorstwo Wydawnictw Kartograficznych, 1962. Brak numerów stron w książce - Atlas samochodowy Polski 1:500 000. Wyd. IV. Warszawa: Państwowe Przedsiębiorstwo Wydawnictw Kartograficznych, 1965, s. 85, 109, 137. - Mapa samochodowa Polski 1:1 000 , wyd. dziesiąte, Państwowe Przedsiębiorstwo Wydawnictw Kartograficznych, 1971. Brak numerów stron w książce - Mapa samochodowa Polski 1:1 000 , wyd. jedenaste, Państwowe Przedsiębiorstwo Wydawnictw Kartograficznych, 1972. Brak numerów stron w książce - Mapa samochodowa Polski 1:1 000 , wyd. trzecie, Państwowe Przedsiębiorstwo Wydawnictw Kartograficznych, 1975. Brak numerów stron w książce - Samochodowy atlas Polski 1:500 000. Wyd. V. Państwowe Przedsiębiorstwo Wydawnictw Kartograficznych, 1979, s. 86, 110, 138. ISBN 83-7000-017-7. - Samochodowy atlas Polski 1:500 000. Państwowe Przedsiębiorstwo Wydawnictw Kartograficznych, 1980, s. 86, 110, 138. - Samochodowy atlas Polski 1:500 000. Wyd. IX. Państwowe Przedsiębiorstwo Wydawnictw Kartograficznych, 1984, s. 86, 110, 138. - Samochodowy atlas Polski 1:500 000. Wyd. IX. Państwowe Przedsiębiorstwo Wydawnictw Kartograficznych, 1985, s. 86, 110, 138. |

| Lista źródeł |
| --- |
| - Uchwała nr 192 Rady Ministrów z dnia 2 grudnia 1985 r. w sprawie zaliczenia dróg do kategorii dróg krajowych (M.P. z 1986 r. nr 3, poz. 16) - Polska: atlas samochodowy 1:300 000. Wyd. pierwsze. Warszawa: Polskie Przedsiębiorstwo Wydawnictw Kartograficznych, 1992. ISBN 83-7000-080-0. Brak numerów stron w książce - Polska: mapa samochodowa 1:700 000, wyd. 1, Szczecin: Wydawnictwo Kartograficzne KOMPAS, 1996–1997, ISBN 83-904373-2-5. Brak numerów stron w książce - Polska: mapa samochodowa 1:700 000, wyd. II Zmienione i poprawione, Szczecin: Wydawnictwo Kartograficzne KOMPAS, 1997–1998, ISBN 83-904373-3-3. Brak numerów stron w książce - Rozporządzenie Rady Ministrów z dnia 15 grudnia 1998 r. w sprawie ustalenia wykazu dróg krajowych i wojewódzkich (Dz.U. z 1998 r. nr 160, poz. 1071) - Polska: mapa samochodowa z podziałem administracyjnym 1:700 000, wyd. V Zmienione, poprawione i uaktualnione, Szczecin: Wydawnictwo Kartograficzne KOMPAS, 1999–2000, ISBN 83-904373-7-6. Brak numerów stron w książce - Polska: mapa samochodowa z podziałem administracyjnym 1:700 000, wyd. XII Zmienione, poprawione i uaktualnione, Szczecin: Wydawnictwo Kartograficzne KOMPAS, 2004–2005, ISBN 83-904373-7-6. Brak numerów stron w książce - Polska: mapa samochodowa z podziałem administracyjnym 1:700 000, wyd. XIV Zmienione, poprawione i uaktualnione, Szczecin: Wydawnictwo Kartograficzne KOMPAS, 2005, ISBN 83-904373-7-6. Brak numerów stron w książce - Polska 2016: mapa samochodowa 1:700 000, wyd. XXVII, Dom Wydawniczy PWN, 2016, ISBN 978-83-7705-942-5. Brak numerów stron w książce - Polska 2020/2021: mapa samochodowa 1:700 000, Grupa PWN, 2020, ISBN 978-83-65808-36-3. Brak numerów stron w książce |

## Dopuszczalny nacisk na oś
Na całej długości drogi dozwolony jest ruch pojazdów o nacisku osi pojedynczej do 8 ton.

## Droga 816 w kulturze
W 2015 roku nakładem wydawnictwa «Fundacja Sąsiedzi» wyszła książka pt: Droga 816 autorstwa Michała Książka. Ten zbiór reportaży i esejów zebrał pozytywne recenzje i kilka nagród literackich. Książkę przetłumaczono na język niemiecki.

## Miejscowości leżące przy trasie DW816
- Terespol (DK2, DW698)
- Kodeń
- Sławatycze (DK63)
- Hanna
- Włodawa (DK82, DW812)
- Wola Uhruska (DW819)
- Berdyszcze (DK12)
- Dorohusk
- Dubienka
- Horodło
- Zosin (DK74)